# Hydaticus intermedius
Hydaticus intermedius är en skalbaggsart som beskrevs av Régimbart 1895. Hydaticus intermedius ingår i släktet Hydaticus och familjen dykare. Inga underarter finns listade i Catalogue of Life.